# Need for Speed Unbound
Need for Speed Unbound (estilizado como NFS Unbound) es un videojuego de carreras lanzado el 2 de diciembre del año 2022 desarrollado por Criterion Games y publicado por Electronic Arts para Microsoft Windows, PlayStation 5 y Xbox Series X/S. Es la vigésima quinta entrega de la serie Need for Speed, la primera para Criterion desde Need for Speed: Rivals de 2013 con Ghost Games y el primero con Criterion Games como desarrollador principal desde Need for Speed: Most Wanted en 2012.

## Jugabilidad
Need for Speed Unbound es un juego de carreras ambientado en una ciudad ficticia llamada Lakeshore City, que se basa en Chicago. Al igual que las entregas anteriores de la serie, presenta un entorno de mundo abierto, y contará con una jugabilidad similar a la de los videojuegos anteriores de la serie, centrándose principalmente en las carreras callejeras. El juego presenta un estilo artístico que combina elementos artísticos como la animación del sombreado plano y grafiti con el estilo artístico más realista de los otros juegos de la serie. El "sistema de calor" de Need for Speed Heat regresa en Unbound, donde el jugador intenta ganar notoriedad entre la policía. Además, el juego ofrece diversas opciones de personalización, como la instalación de varios kits de carrocería, la adicción de un divisor e incluso la eliminación completa de los parachoques delantero o trasero.

## Argumento
En Lakeshore City, el jugador (femenino con la voz de Elizabeth Grullon y masculino con la voz de Ian Nelson) y su amiga y compañera Jasmine "Yaz" (Ashleigh LaThrop) restauran un viejo auto chatarra en su taller mecánico propiedad de su mentor Rydell (Dwayne Barnes). Después de ganar un par de carreras, Yaz tiene un desacuerdo con Rydell por un automóvil, ella se cansa de estar atrapada en el mismo trabajo todos los días y desea hacer algo mejor. Ella le dice al jugador que su amigo en el sistema de acogida, Alec, se puso en contacto con ella sobre algunos trabajos relacionados con la entrega de vehículos, desafiando la autoridad de la fuerza policial de la ciudad bajo el control de la alcaldesa Morgan Stevenson (Debra Wilson).
Una noche, después de un par de carreras, el jugador realiza una misión de entrega pero no encuentra a nadie en el punto de entrega y Yaz no responde a sus llamadas. En cambio, la alarma suena en Rydell's Rides. A toda prisa y asumiendo lo peor, el jugador regresa corriendo a Rydell's Rides de Rydell para presenciar el allanamiento de todos los autos en los que Rydell estaba trabajando. Confrontada tanto por Rydell como por el jugador, Yaz niega estar involucrada, pero se marcha con el auto después de que Rydell la acusa de hurto y expresa su decepción.
Dos años más tarde, las carreras callejeras en Lakeshore habían disminuido y Rydell's Rides ha estado luchando por permanecer abierto después del incidente. El jugador se gana la vida conduciendo personas, una de las cuales es Tess (Jennifer Sun Bell), con quien el jugador va a una carrera callejera. En ese momento, aparece Yaz y el jugador descubre que ella es parte del equipo que robó los autos y es responsable del resurgimiento de las carreras ilegales en Lakeshore. Ella anuncia The Grand, una gran carrera ilegal donde el ganador recibirá una gran cantidad de dinero y después de escuchar la historia del jugador y ser presentada a Rydell, Tess propone financiar el garaje y los juegos, así como guiar al jugador en sus esfuerzos por calificar y vengarse de Yaz y recuperar el auto, a cambio de ganar dinero apostando a favor y en contra de ellos.
Después de ganar el clasificatorio de la primera semana, el jugador confronta y desafía a Yaz a la hoja rosa en The Grand. Tess registra la interacción y se asegura de que Yaz acepte la condición de ceder el auto en la carrera final. Después del final de la segunda clasificación, el jugador se enfrenta nuevamente a Yaz y Tess luego revela toda la verdad: ha estado ganando dinero apostando a favor y en contra del jugador, pero para Alec. Todas las entregas que el jugador había hecho anteriormente fueron en su nombre, usándola a ella como intermediaria. Tess les informa a ambos que Alec quiere llegar a un acuerdo con los tres en el que ni el jugador ni Yaz ganen, pero se les pagará generosamente por perder la carrera. Indignada, Yaz se va para enfrentarse a Alec y el jugador, disgustado con las acciones de Tess, le dice que han terminado su cooperación.
El jugador se encuentra con Yaz en el garaje de Rydell y ella confirma que las revelaciones que dijo Tess eran ciertas, pero ella no quería aceptar las condiciones y vino a advertir a Rydell y al jugador. Reconciliándose por el momento, Yaz propone liberar a Alec de toda su colección de autos, que adquirió ilegalmente a través de Tess y el jugador, incluidos los autos robados del garaje de Rydell y entregarlos a sus legítimos dueños. Ella menciona que el jugador todavía tiene que derrotarla en la final para recuperar el auto. El jugador compite y finalmente, gana The Grand para después recuperar su auto. Tess revela que nunca trabajó para Alec, sino que solo ganaba dinero con las apuestas y carreras que podía conseguir, y ahora que ganaron, él está arruinado y agradece al jugador por el dinero. El jugador y Yaz regresan al garaje y ella se reconcilia con Rydell.

## Lista de coches
- Acura NSX (2017)
- Acura RSX-S (2004)
- Alfa Romeo Giulia Quadrifoglio (2016)
- Aston Martin DB5 (1964)
- Aston Martin DB11 (2017)
- Aston Martin DB11 Volante (2018)
- Aston Martin Vulcan (2016)
- Audi R8 Coupé V10 Performante quattro (2019) (mediante la actualización del Volumen 6)
- Audi RS6 Avant (2020) (mediante la actualización del Volumen 6)
- Audi S5 Sportback (2017) (mediante la actualización del Volumen 6)
- BMW M1 (1981)
- BMW M2 Competition (2019)
- BMW M2 (2022) (mediante la actualización del Volumen 5)
- BMW M3 (2006)
- BMW M3 (2010)
- BMW M3 Competition Touring (2023) (mediante la actualización del Volumen 7)
- BMW M3 Convertible (2010)
- BMW M3 Evolution II (1988)
- BMW M4 Coupe (2018)
- BMW M4 Convertible (2017)
- BMW M4 GTS (2016)
- BMW M5 (2018)
- BMW i8 Coupe (2018)
- BMW i8 Roadster (2018)
- BMW X6 M (2016)
- BMW Z4 M40i (2019)
- Bugatti Chiron Sport (2017)
- Buick Regal GNX "Grand National" (1987)
- Chevrolet Corvette Z06 (2013)
- Chevrolet Corvette ZR1 (2019)
- Chevrolet Colorado ZR2 (2017)
- Chevrolet Corvette Grand Sport (2017)
- Chevrolet Corvette Stingray (2020)
- Chevrolet Corvette Stingray Convertible (2020)
- Chevrolet C10 Stepside Pickup (1965)
- Chevrolet Camaro Z28 (2014)
- Chevrolet Camaro SS (1967)
- Chevrolet Bel Air (1955)
- DeLorean DMC-12 (1981) (mediante la actualización del Volumen 3)
- Dodge Challenger SRT8 (2014)
- Dodge Charger R/T (1969)
- Dodge Charger SRT Hellcat (2019)
- Ferrari LaFerrari (2016)
- Ferrari Testarossa Coupé (1984)
- Ferrari F40 (1988)
- Ferrari 458 Italia (2009)
- Ferrari 458 Spider (2011)
- Ferrari 488 GTB (2016)
- Ferrari 488 Pista (2019)
- Ferrari FXX-K Evo (2018)
- Ford F-150 Raptor (2017)
- Ford Mustang (1965)
- Ford Mustang Boss 302 (1969)
- Ford Mustang Dark Horse (2024) (mediante la actualización del Volumen 7)
- Ford Mustang Foxbody (1990)
- Ford Mustang GT (2015)
- Ford Mustang GT Convertible (2019)
- Ford GT (2017)
- Ford Crown Victoria (2008)
- Ford Focus RS (2016)
- Honda Civic Type-R (2000)
- Honda Civic Type-R (2015)
- Honda NSX Type-R (1992)
- Honda S2000 Ultimate Edition (2009)
- Infiniti Q60S (2017)
- Jaguar F-Type R Coupe (2016)
- Jaguar F-Type R Convertible (2019)
- Koenigsegg Regera (2016)
- Lamborghini Countach 25th Anniversary (1989)
- Lamborghini Countach LPI 800-4 (2021)
- Lamborghini Huracán LP580-2 (2018)
- Lamborghini Huracán LP580-2 Spyder (2018)
- Lamborghini Huracán Performante (2018)
- Lamborghini Huracán Performante Spyder (2018)
- Lamborghini Aventador S (2018)
- Lamborghini Aventador S Roadster (2018)
- Lamborghini Aventador SVJ Coupe (2019)
- Lamborghini Aventador SVJ Roadster (2019)
- Lamborghini Aventador LP750-4 SV Roadster (2018)
- Lamborghini Murciélago LP 670-4 SuperVeloce (2010)
- Lamborghini Urus (2018)
- Lamborghini Diablo SuperVeloce (1995)
- Land Rover Range Rover Sport SVR (2015)
- Land Rover Defender 110 Double Cab Pickup (2015)
- Lotus Exige S (2006)
- Lotus Emira (2021)
- Lotus Evija (2023) (mediante la actualización del Volumen 8)
- Mazda RX-7 Spirit R (2002)
- Mazda RX-8 Spirit R (R3) (2011)
- Mazda MX-5 (1996)
- Mazda MX-5 (2015)
- McLaren P1 (2014)
- McLaren F1 (1993)
- McLaren 570S (2015)
- McLaren 570S Spider (2018)
- McLaren 600LT (2018)
- McLaren P1 GTR (2015)
- Mercedes-Benz 190E 2.5-16 (1988)
- Mercedes-AMG C63 Coupe (2018)
- Mercedes-AMG G63 (2017)
- Mercedes-AMG GTS (2019)
- Mercedes-AMG A45 (2016)
- Mercedes-AMG GTR (2017)
- Mercedes-AMG GTS Roadster (2019)
- Mercedes-AMG C63 Cabriolet (2018)
- Mercedes-AMG GT Black Series (2021)
- Mercedes-Maybach S 680 (2021) (mediante la actualización del Volumen 2)
- Mercury Cougar (1967)
- Mini John Cooper Works Countryman (2017)
- Mitsubishi Lancer Evolution IX (2007)
- Mitsubishi Lancer Evolution X (2008)
- Mitsubishi Eclipse GSX (1999)
- Nissan GT-R Premium (2017)
- Nissan GT-R Nismo (2017)
- Nissan 350Z (2008)
- Nissan 370Z Heritage Edition (2019)
- Nissan 370Z Nismo (2015)
- Nissan Silvia K’s (1998)
- Nissan Silvia Spec-R Aero (2002)
- Nissan Z Prototype (2022)
- Nissan Skyline GT-R V·Spec (1993)
- Nissan Skyline GT-R V·Spec (1999)
- Nissan Skyline 2000 GT-R (1971)
- Nissan Fairlady 240ZG (1971)
- Nissan 180SX Type X (1996)
- Pagani Huayra BC (2017)
- Plymouth Barracuda (1970)
- Polestar 1 (2020)
- Pontiac Firebird (1977)
- Porsche 911 GT3 RS (2019)
- Porsche 911 Carrera RSR 2.8 (1973)
- Porsche 918 Spyder (2015)
- Porsche 718 Cayman GTS (2018)
- Porsche 911 Carrera S (1997)
- Porsche 911 GT2 RS (2018)
- Porsche Panamera Turbo (2017)
- Porsche 911 Turbo S Exclusive Series (2018)
- Porsche Boxster 718 Spyder (2020)
- Porsche 911 Carrera GTS (2018)
- Porsche 911 Turbo S Cabriolet Exclusive (2018)
- Porsche 911 Targa 4 GTS (2018)
- Porsche 911 Carrera GTS Convertible (2018)
- Porsche Cayman GT4 (2015)
- Porsche Taycan Turbo S (2022) (mediante la actualización del Volumen 4)
- Porsche 959 S (1987) (mediante la actualización del Volumen 8)
- SRT Viper GTS (2014)
- Subaru Impreza WRX STi (2006)
- Subaru Impreza WRX STi (2010)
- Subaru BRZ Premium (2014)
- Volkswagen Beetle (1963)
- Volkswagen Golf GTI (1976)
- Volkswagen Golf GTI Clubsport (2016)
- Volvo 242DL (1975)
- Volvo Amazon P130 (1970)

## Desarrollo y lanzamiento
En febrero de 2020, se anunció que el desarrollo de futuros juegos de Need for Speed volvería a Criterion Games después de la desarrolladora Ghost Games, ya que el estudio fue remitido nuevamente a EA Gothenburg. Criterion Games trabajó anteriormente en Need for Speed: Hot Pursuit (2010) y Need for Speed: Most Wanted (2012). Originalmente, el lanzamiento del juego estaba programado para 2021, pero se retrasó hasta 2022, ya que el equipo fue reasignado temporalmente para ayudar en el desarrollo de Battlefield 2042. En mayo de 2022, EA anunció que había fusionado Codemasters Chesire en Criterion Games, creando un equipo más grande para trabajar en el juego.
Unos días antes de la revelación, los fanáticos notaron que EA había revelado accidentalmente el nombre de su próximo título Need for Speed al principio de su sitio web. Además, los fanáticos también notaron que las imágenes promocionales del juego se habían publicado temprano en el sitio web del minorista japonés Neowing. Unbound se reveló formalmente el 6 de octubre de 2022 en un tráiler que mostraba el estilo artístico de "arte callejero" del juego, además de presentar al rapero A$AP Rocky, quien tendrá su propio modo en el juego, además de presentar parte de su música junto con AWGE. EA ha declarado que el juego recibirá actualizaciones gratuitas posteriores al lanzamiento.
Unbound también recibió un lanzamiento especial de lujo en colaboración con la marca de estilo de vida y ropa de calle con sede en el Reino Unido Palace. Con un costo adicional al juego base, NFS Unbound Palace Edition incluye varias bonificaciones de marca, incluidos cuatro autos con librea de Palace y 20 artículos de ropa con la marca Palace para que los use el personaje del juego.
Need for Speed Unbound tuvo un lanzamiento de acceso anticipado para su Palace Edition el 29 de noviembre de 2022, y los miembros de EA Play (incluidos los miembros de Xbox Game Pass Ultimate) pudieron  Pruébelo durante diez horas y los miembros de EA Play Pro tendrán acceso anticipado ilimitado. El juego se lanzó oficialmente el 2 de diciembre de 2022.

## Recepción
Según Metacritic, las versiones de PlayStation 5 y Xbox Series X de Need for Speed Unbound han recibido "críticas generalmente favorables", mientras que la versión para PC ha recibido "críticas mixtas o promedio".
Fue el decimoséptimo juego minorista más vendido en el Reino Unido en su semana de lanzamiento. Las ventas del juego cayeron un 64% en comparación con su predecesor, Need for Speed Heat.